# Saint Albray

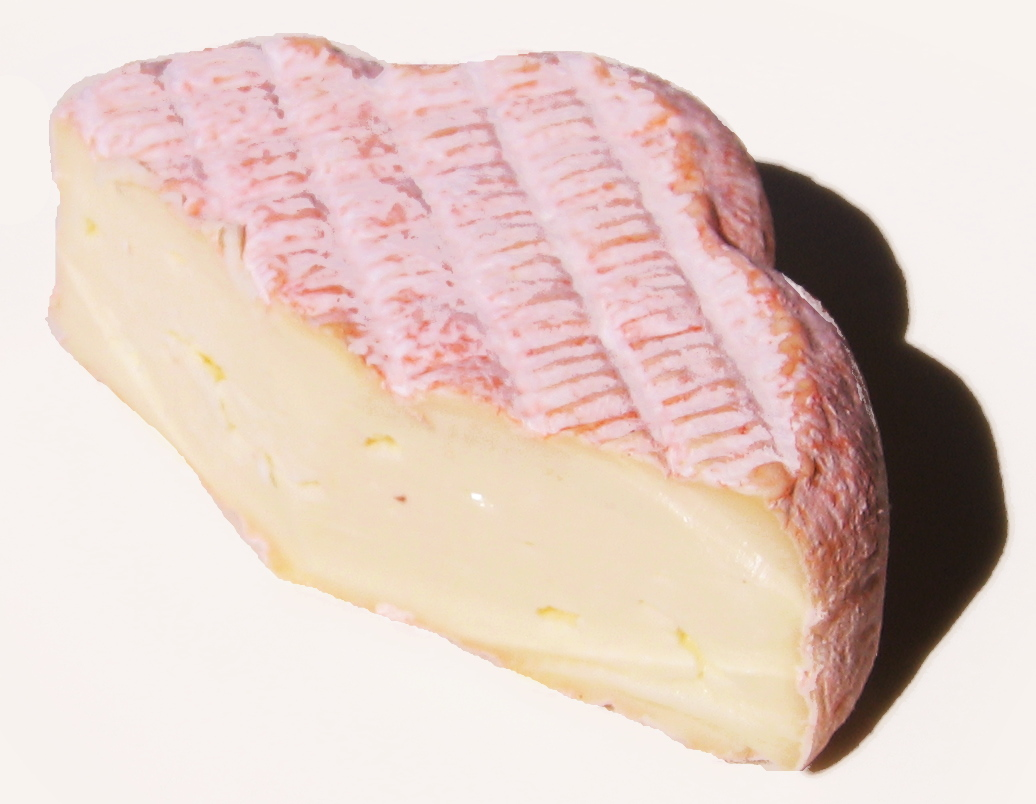

Saint Albray, auch St. Albray, ist ein Markenname für französischen Weichkäse aus Kuhmilch. Er ist ein Doppelrahmkäse mit 62 % Fett in der Trockenmasse.
Der Käse stammt aus der Region Aquitanien und wurde 1974 in Jurançon (Département Pyrénées-Atlantiques) entwickelt. 1976 wurde der Käse erstmals in Deutschland verkauft. 2003 kam eine Light-Variante in den Handel.
Der Käse besteht aus pasteurisierter Kuhmilch und reift zwei Wochen. Er hat eine weiß-rote Rinde aus Edelschimmel. Die Zutaten sind: Pasteurisierte Milch (60 % Fett), Rindenfarbstoffe: E160a (Beta-Carotin), E160e (Apocarotenal)  und tierisches Lab.
Der Name wurde von der französischen Firma Bongrain erfunden. Es gibt weder einen Heiligen noch einen Ort mit dem Namen dieser Käsemarke.
Der Käse hat eine blütenähnliche Form und wird bereits in der Herstellung geteilt. In England ist die 500-g-Variante verbreitet, während in Deutschland die Variante mit 180 g dominiert und somit jeder Abschnitt 30 g wiegt. Alternativ wird er auch in Scheiben angeboten.